# (10355) Kojiroharada
(10355) Kojiroharada (1993 EQ) – planetoida z pasa głównego asteroid okrążająca Słońce w ciągu 3,46 lat w średniej odległości 2,28 j.a. Odkryta 15 marca 1993 roku.